# مکانیک سیالات

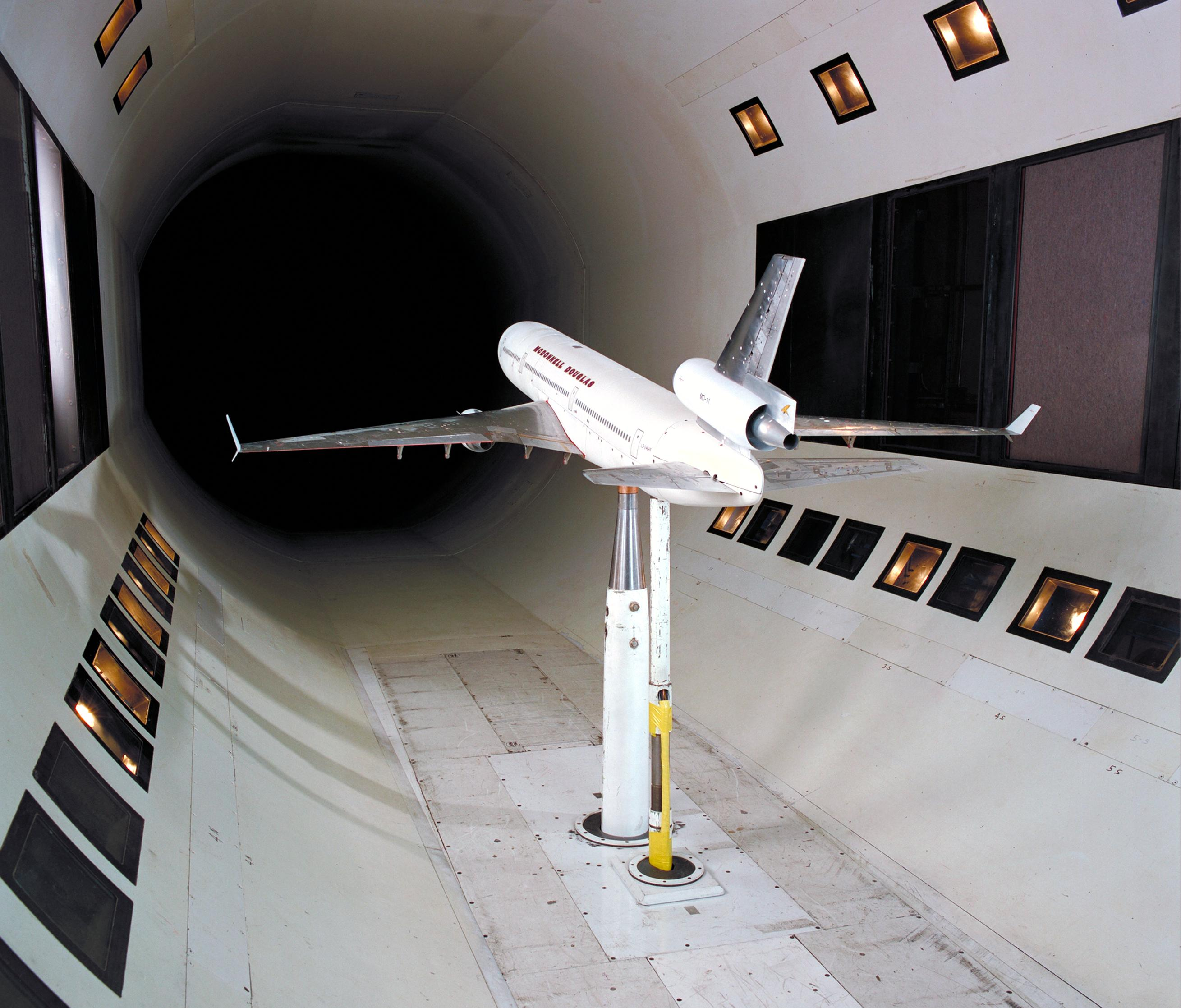
مهندسان با مطالعه مدل‌هایی با مقیاس‌های کوچکتر از اصلی در داخل تونل باد و با کمک روابط و معادلات موجود در مهندسی سیالات، نحوه عملکرد تجهیزات را پیش‌بینی می‌کنند.

مکانیک سیالات یا مکانیک شاره‌ها (به انگلیسی: Fluid mechanics) شاخه‌ای از فیزیک است که به بررسی سیالات (مایعات، گازها و پلاسما) و نیروهای آنها می‌پردازد. این رشته در طیف گسترده‌ای از رشته‌ها، از جمله مهندسی مکانیک، مهندسی هوافضا، مهندسی عمران، مهندسی شیمی و زیست‌پزشکی، ژئوفیزیک، اقیانوس‌شناسی، هواشناسی، اخترفیزیک و زیست‌شناسی کاربرد دارد.
مکانیک سیالات را می‌توان به دو دسته کلی تقسیم کرد: استاتیک سیالات که مطالعه سیالات در حال سکون است و دینامیک سیالات که مطالعه سیالات و اثر نیروها بر روی آنها در حال حرکت است. این رشته شاخه‌ای از مکانیک محیط‌های پیوسته است، که در آن ماده در سطح ماکروسکوپی مدل می‌شود و نه میکروسکوپی. مکانیک سیالات، به ویژه دینامیک سیالات، یک زمینه تحقیقاتی فعال است که به‌طور معمول از نظر ریاضی پیچیده‌است. بسیاری از مسئله‌ها تا حدی یا کاملاً حل نشده‌است و بهتر است با روش‌های عددی، معمولاً با استفاده از رایانه، حل شوند. یک رشته مدرن، به نام دینامیک سیالات محاسباتی (CFD)، به این روش اختصاص یافته‌است.

## تاریخچه
تاریخ مطالعه مکانیک سیالات حداقل به دوران یونان باستان برمی‌گردد، زمانی که ارشمیدس، استاتیک و شناوری سیالات را بررسی کرد و قانون معروف خود را که امروزه با عنوان اصل ارشمیدس شناخته می‌شود، فرموله کرده، و آن را در کتاب خود با عنوان در مورد اجسام شناور منتشر کرد. محقق ایرانی ابوریحان بیرونی و بعدها خازنی روش‌های علمی تجربی را در مکانیک سیالات به کار بردند. پیشرفت سریع در مکانیک سیالات با مشاهدات و آزمایشهای لئوناردو داوینچی، اختراع فشارسنج توسط اوانجلیستا توریچلی، بررسی ویسکوزیته توسط آیزاک نیوتن و تحقیقات بلز پاسکال در زمینه هیدرواستاتیک و فرمولبندی قانون پاسکال آغاز شد و با معرفی دینامیک سیالات ریاضی در کتاب Hydrodynamica توسط دانیل برنولی ادامه یافت.
جریان غیر ویسکوز (Inviscid flow) توسط ریاضیدانان مختلف (ژان لو رون دالامبر، جوزف لوئیس لاگرانژ، پیر سیمون لاپلاس، سیمئون دنیس پواسون) مورد تجزیه و تحلیل بیشتر قرار گرفت و جریان ویسکوز توسط بسیاری از مهندسان از جمله ژان لئونارد ماری پوازوی و گوتیلف هیگن مورد بررسی قرار گرفت. توجیه ریاضی بیشتری توسط کلود-لوئیس ناویر و جورج گابریل استوکس در معادلات ناویر-استوکس ارائه شد و لایه‌های مرزی توسط لودویگ پرانتل، تئودور فون کارمان مورد بررسی قرار گرفتند، در حالی که دانشمندان مختلفی مانند آزبورن رینولدز، آندری کولموگوروف و جئوفری اینگرام تیلور درک ویسکوزیته و آشفتگی سیال را پیشرفت دادند.

## شاخه‌های اصلی

### استاتیک سیالات

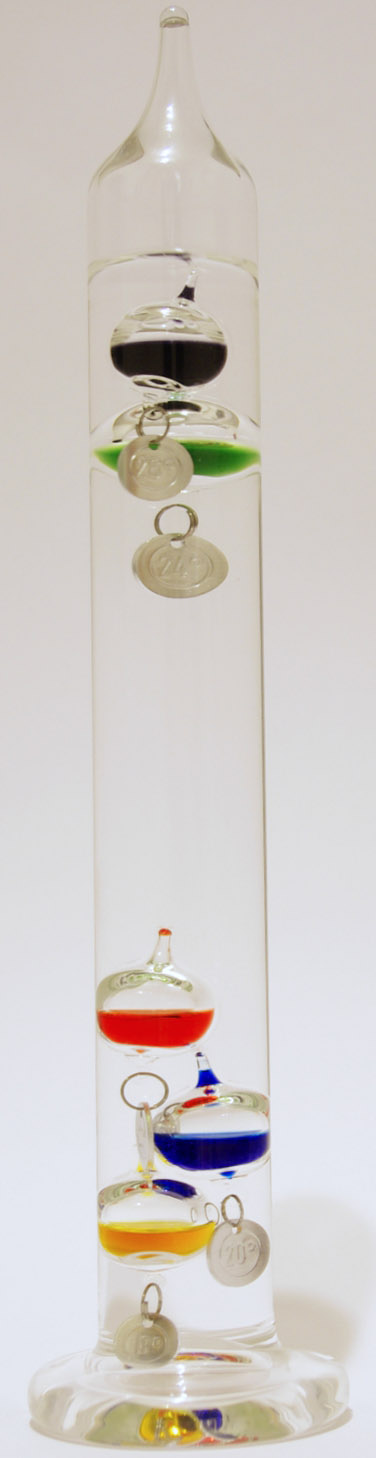
در یک دماسنج مایع که توسط گالیله ابداع شده‌است، هر کدام از شناورها بسته به چگالی-وابسته-به-دمای سیال در یک ارتفاع خاص به تعادل می‌رسند.

استاتیک سیالات یا هیدرواستاتیک، شاخه‌ای از مکانیک سیالات است که سیالات را در حالت سکون مطالعه می‌کند. این مطالعه شامل شرایطی است که مایعات ساکن در تعادل پایدار هستند؛ و با دینامیک سیالات، که مطالعه سیالاتِ در حال حرکت است، در تضاد قرار دارد. هیدرواستاتیک توضیحات فیزیکی بسیاری از پدیده‌های زندگی روزمره را ارائه می‌دهد، از جمله اینکه چرا فشار جو با افزایش ارتفاع تغییر می‌کند، چرا چوب و روغن روی آب شناور می‌شوند و چرا سطح آب با وجود شکل ظرف‌های مختلف همیشه مسطح است. علم هیدرواستاتیک برای علم هیدرولیک اساسی است. همچنین به برخی از جنبه‌های ژئوفیزیک و اخترفیزیک (به عنوان مثال، در درک زمین‌ساخت صفحه‌ای و ناهنجاری‌ها در میدان جاذبه زمین)، هواشناسی، پزشکی (در زمینه فشار خون) و بسیاری از زمینه‌های دیگر مربوط می‌شود.

### دینامیک سیالات

جریان حول یک ایرفویل

دینامیک سیالات زیرشاخه مکانیک سیالات است که با جریان سیالات سرو کار دارد، به عبارتی دانش مایعات و گازهای در حال حرکت است. دینامیک سیالات ساختار منظمی را ارائه می‌دهد - که زیربنای این رشته‌های عملی است - که قوانین تجربی و نیمه تجربی حاصل از اندازه‌گیری جریان را در بر می‌گیرد و برای حل مشکلات عملی مورد استفاده قرار می‌گیرد. راه حل مسئله‌های دینامیک سیالات معمولاً شامل محاسبه خصوصیات مختلف سیال مانند سرعت، فشار، چگالی و دما به عنوان توابعی از فضا و زمان است. این شاخه خود چندین زیرشاخه دارد، از جمله آیرودینامیک (مطالعه هوا و سایر گازهای در حال حرکت) و هیدرودینامیک (مطالعه مایعات در حال حرکت). دینامیک سیالات طیف وسیعی از کاربردها را شامل می‌شود، از جمله محاسبه نیروها و حرکات هواپیماها، تعیین نرخ دبی جرمی نفت عبوری از درون خطوط لوله، پیش‌بینی الگوهای در حال تکامل هوا، درک سحابی‌ها در فضای بین ستاره‌ای و مدل‌سازی انفجارها. برخی از اصول دینامیک سیالات در مهندسی ترافیک و دینامیک جمعیت‌ها استفاده می‌شود.

## معادلات حاکم
معادله‌های اساسی حاکم بر مکانیک سیالات، معادلهٔ پایستگی جرم (پیوستگی) و معادله پایستگی تکانه (یا همان معادلات ناویر ـ استوکس) می‌باشند.

## حل معادلات مکانیک سیالات
با وجود ابداع معادلات حاکم بر دینامیک سیالات که تاریخچهٔ آن به بیش از ۱۵۰ سال می‌رسد، غیر از چند مورد خاص (همانند جریان بر روی صفحه تخت و جریان درون لوله‌ها در حالت آرام) حل تحلیلی برای این معادلات یافت نشده‌است. به جز چند حالت خاص اساسی مکانیک سیالات، بقیهٔ حل‌ها به صورت تجربی استخراج و استفاده می‌شود.
روش دیگر برای حل معادلات استفاده از روش دینامیک سیالات محاسباتی می‌باشد.